# گیرنده آدرنرژیک
گیرنده آدرنرژیک (به انگلیسی: Adrenergic receptor) به گروهی از گیرنده‌های جفت‌شده با پروتئین جی گفته می‌شود که هدف انواع کاتکول‌آمین به ویژه نوراپی‌نفرین (نورآدرنالین) و اپی‌نفرین (آدرنالین) قرار می‌گیرند. بسیاری از یاخته‌ها دارای این گونه گیرنده بوده و در برخورد با کاتکول‌آمین باعث تحریک دستگاه عصبی سمپاتیک می‌شوند. با افزایش سطح کاتکول‌آمین در خون، بدن با گشاد شدن مردمک، تمرکز انرژی و هدایت گردش خون از اندام‌های بدون اهمیت حیاتی به‌سوی ماهیچه‌ها به پاسخ جنگ و گریز می‌پردازد. این سامانه در سال ۱۹۴۸ توسط استاد دانشگاه جورجیا مطرح شد.

## گروه‌بندی
دو نوع گیرنده آدرنرژیک وجود دارند. آلفا و بتا.
- گیرنده آلفا خود به دو زیرگروه آلفا۱ و آلفا۲ گروه‌بندی می‌شود.[۲]فنیل آفرین یک آگونیست برای گیرنده آلفا محسوب می‌گردد.
- گیرنده بتا به سه زیرگروه بتا۱ و بتا۲ و بتا۳ بخش می‌شود و هرسه نوع جزو جفت‌شده به جی‌پروتئین هستند.
- از میان ۵ گیرنده سیستم آدرنرژیک فقط گیرنده آلفا ۲ مهاری می‌باشد و بقیه تحریکی‌اند.
- گیرنده‌های آلفا در قاعده مثانه، دیواره عروق، اسفنگتر پیشابراه و پروستات یافت می‌شوند.[۳] در برخورد با آگونیست‌های گروه بتا، غلظت درون‌سلولی پیام‌رسان آدنوزین مونوفسفات حلقه‌ای افزایش می‌یابد.

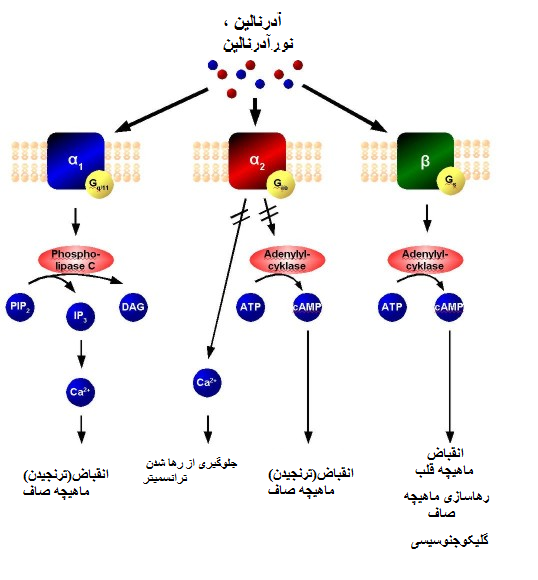
مکانیسم اثر گیرنده‌های آدرنرژیک

اپی نفرین (آدرنالین) با هر دو نوع گیرنده آدرنرژیک -آلفا و -بتا واکنش داده و باعث به ترتیب انقباض (تنگی) رگ و اتساع (گشادی) رگ‌ها می‌شود.